# Nunda (hrabstwo Livingston)
Nunda – wieś w Stanach Zjednoczonych, w stanie Nowy Jork, w hrabstwie Livingston.